# Ariobarzane I di Cappadocia
Ariobarzane I detto Filoromano (in greco antico: Ἀριοϐαρζάνης Φιλορώμαιος, Ariobarzánēs Philorṓmaios, «amico dei Romani»; ... – 63 a.C.) fu re della Cappadocia dal 95 a.C. al 63 a.C. o 62 a.C..

## Biografia
Eletto re dai nobili del regno nel 95 a.C. e appoggiato da Roma, dopo che il senato romano rigettò le richieste di Ariarate IX.
Il nuovo re viene rapidamente destituito da due generali di Tigrane II d'Armenia, alleato e genero di Mitridate VI che, dopo l'annessione della Sofene, aveva acquisito una frontiera comune con la Cappadocia.
Il senato invia immediatamente Silla che reintegra Ariobarzane I al trono nel 92 a.C. Negli anni successivi, Ariobarzane è di nuovo scacciato da Mitridate ed è costretto ad andarsene in esilio a Roma. Viene di nuovo rimesso sul trono nell'89 a.C. da una missione senatoriale comandata da Marco Aquilius.
Cacciato ancora da Mitridate e nuovamente rifugiatosi a Roma all'epoca della prima guerra mitridatica (88-84 a.C.), viene ancora rimesso sul trono di Cappadocia dopo la pace di Dardano.
Per la sua fedeltà e alleanza con i romani contro Mitridate VI, Ariobarzane ricevette la Sofene da Lucullo e successivamente diventerà cliente di Pompeo al tempo in cui questi intervenne in Oriente.
Nel 63 a.C. ( 62 a.C.) abdicò in favore del figlio Ariobarzane II Filopatore. Sua figlia sposò il re Antioco I Teo di Commagene. Sua moglie fu Athenais Philostorgos.

## Fonti
- (EN) Simon Hornblower, Antony Spawforth, The Oxford Classical Dictionary, Oxford University Press, 1996.
- (FR)  Edouard Will, Storia politica del mondo ellenistico (323-30 a.C.), Annali dell'Est, Nancy, 1967.